# سوسک شیره‌خوار
سوسک شیره‌خوار (نام علمی: Nitidulidae) نام یک تیره از بالاخانواده پوسته‌نشین‌واران است.